# Округ Сасквехана (Пенсилванија)
Сасквехана (енгл. Susquehanna County) је округ у америчкој савезној држави Пенсилванија.

## Демографија
По попису из 2010. године број становника је 43.356, што је 1.118 (2,6%) становника више него 2000. године.
| Група             | 2000.          | 2010.          |
| Белци             | 41.429 (98,1%) | 42.117 (97,1%) |
| Афроамериканци    | 128 (0,3%)     | 156 (0,4%)     |
| Азијати           | 92 (0,2%)      | 123 (0,3%)     |
| Хиспаноамериканци | 285 (0,7%)     | 564 (1,3%)     |
| Укупно            | 42.238         | 43.356         |